# Михайловский сельсовет (Курманаевский район)
Михайловский сельсовет — сельское поселение в Курманаевском районе Оренбургской области Российской Федерации.
Административный центр — село Михайловка.

## История
Статус и границы сельского поселения установлены Законом Оренбургской области от 2 сентября 2004 года № 1424/211-III-ОЗ «О наделении муниципальных образований Оренбургской области статусом муниципального района, городского округа, городского поселения, установлении и изменении границ муниципальных образований»

## Население
| 2010 | 2012 | 2013 | 2014 | 2015 | 2016 | 2017 |
| ---- | ---- | ---- | ---- | ---- | ---- | ---- |
| 883  | ↘878 | ↘876 | ↘859 | ↘843 | ↘840 | ↗842 |
| 2018 | 2019 | 2020 | 2021 |      |      |      |
| ↗847 | ↘842 | ↘838 | ↘822 |      |      |      |

## Состав сельского поселения
| № | Населённый пункт | Тип населённого пункта       | Население |
| - | ---------------- | ---------------------------- | --------- |
| 1 | Кретовка         | село                         | 172       |
| 2 | Михайловка       | село, административный центр | 711       |